# Los Gallegos Shopping
El Shopping Los Gallegos y Tienda es un centro comercial ubicado en la ciudad de Mar del Plata, en la provincia de Buenos Aires, a 404km al sur de la Ciudad de Buenos Aires. Se encuentra emplazado en la calle Rivadavia a la altura 3050, en pleno microcentro de esa ciudad balnearia. Fue inaugurado el 8 de octubre de 1912 por inmigrantes españoles, siendo uno de los primeros establecimientos de su tipo en el país. Hoy en día es, junto al cercano Shopping Diagonal y el recientemente inaugurado Paseo Aldrey, uno de los tres centros comerciales más grandes de la Costa Atlántica.

## Historia
El 8 de octubre de 1912, un grupo de inmigrantes españoles (Enrique Martínez, José Vicario y Martín Navarro) fundó un pequeño local de ventas en la Diagonal Pueyrredón. Con 250m2 de superficie, fue bautizado como Baratillo Los Gallegos. En los años 1930, el local había crecido hasta convertirse en una sociedad colectiva, hasta que en 1955, contando ya con sucursales en Mar del Plata y en Dolores, pasó a ser una sociedad anónima. 
El 31 de julio de 1978, la casa central fue destruida por un voraz incendio. Cinco años más tarde, en 1983, la sucursal fue enteramente remodelada gracias al apoyo de proveedores y público consumidor de la ciudad, así como la presión por parte del turismo. En 1994  Los Gallegos encaró uno de los proyectos más ambiciosos en su historia. Construyó el primer Shopping Center de la ciudad de Mar del Plata y la región, único hasta el día de hoy y multipremiado.
Los Gallegos Shopping fue inaugurado dos días después de la asunción de María del Carmen Dukes de Trápani, como intendente interino de partido de General Pueyrredon, tras la salida de Mario Russak.
Su construcción demandó unos 18 meses y una inversión de 20 millones de pesos, y el proyecto de obra fue elaborado por el estudio Mariani – Pérez Maraviglia – Pffeifert – Zurdo.

## Servicios
El shopping cuenta con  más de 80 marcas nacionales e internacionales, cuatro niveles, cines, ciclo de actividades culturales, patio de comidas, nivel niños, tienda departamental por secciones y estacionamiento. Hasta 2010 funcionó un McDonald's en las plantas baja y primera, pero fue reemplazado por Burger King. Ese mismo año también cerraron la Librería Galena y Musimundo, que fue reemplazada por la librería Yenny/El Ateneo.